# Kobieta-Kot (film)
Kobieta-Kot (ang. Catwoman) – amerykański film fabularny z 2004 roku. W tytułową postać Kobiety-Kota na podstawie komiksu Boba Kane’a wcieliła się aktorka Halle Berry, której za tę rolę przyznano antynagrodę Złotą Malinę.

## Opis fabuły
Patience Philips (Halle Berry) jest cichą i nieśmiałą kobietą. Chciała być artystką, a pracuje jako projektantka reklam w kosmetycznym imperium Hedare. Swoje zadanie pragnie wykonać najlepiej jak potrafi, jednak jej szefa George’a Hedare’a (Lambert Wilson) nie zadowala praca dziewczyny i pod wpływem żony nakazuje wykonać ją na jutro. W swoim mieszkaniu kobieta przerabia projekt, jednak pracę przerywa jej dziwny kot, który najwyraźniej utknął na gzymsie. Patience wchodzi na skrzynkę elektryczną, lecz ta obsuwa się jej spod nóg. Kot znika, a dziewczynę w ostatniej chwili ratuje detektyw Tom Lone (Benjamin Bratt). Kiedy projekt jest już gotowy, Patience wzywa gońca, lecz okazuje się, że sama musi odwieźć swoją pracę. Gdy dociera na miejsce, słyszy rozmowę szefa naukowców Slavicki'ego i pana Hedare'a. Okazuje się, że najnowszy kosmetyk firmy Hedare pod nazwą Beauline jest uzależniającą trucizną niszczącą użytkownika. Patience zostaje odkryta i musi uciekać przed agentami, a tak właściwie to prywatnymi zabójcami Hedare'a. Nie mając wyjścia, Patience ucieka do kanalizacji, lecz Hedare nakazuje zamknąć grodzie i zalać ściekami kanały, w których przebywała kobieta. Patience tonie i umiera. Zostaje ożywiona przez kotkę Midnight, należącą do rasy Mau, egipskich kotów świątynnych. Dawna Patience staje się niezależną i dziką Kobietą-kotem i zyskuje wyostrzone kocie zmysły, równowagę, umiejętność spadania na cztery łapy oraz nadludzką gibkość, zręczność i skoczność. Staje się agresywna i bezceremonialna. Mimo nadludzkich mocy nie staje się herosem w klasycznym tego słowa znaczeniu. Jak sama to ujmuje Mogę być dobra, nawet bardzo, lecz także zła, jeśli zechcę. Jej działania często mają drugie dno. Na przykład pokonuje opryszków, którzy napadli na jubilera, lecz tylko dlatego, że chciała mieć jeden z klejnotów – resztę zwróciła. Wcześniej była uległa, teraz zaś stała się osobą dominującą. Jej celem jest zemsta na swym zabójcy, choć na początku jeszcze nie wie, że umarła. Krok po kroku dziewczyna przypomina sobie wszystko, głównie dzięki pani Ophelii Powers (Frances Conroy). Wkrótce jednak staje się główną podejrzaną o zabójstwo Slavickie’ego oraz George’a Hedare’a. Tak naprawdę zabiła ich Laurel Hedare (Sharon Stone), by móc zostać prezesem firmy i zlikwidować niewygodnych świadków. Odkrywa też, że Beauline sprawia, iż skóra staje się twarda jak kamień. Patience ma randkę z Tomem, lecz w jej mieszkaniu odkrywa on jeden z diamentowych pazurów Kobiety-Kota. Chcąc nie chcąc, musi ją aresztować. Kobieta-Kot ucieka z aresztu i toczy walkę ze swoją morderczynią. W końcu Laurel wypada z okna na najwyższym piętrze wieżowca firmy, jednak nie było to celowym działaniem Patience – przeciwnie, chciała jeszcze złapać swoją antagonistkę. Potem postanawia porzucić mężczyznę swego życia, gdyż jako Catwoman, ta która umarła i wróciła, nie pasowała do jego świata. Wszyscy inni żyli w klatce, a ona była wolna. Uciekła więc od niezrozumienia, tym samym stając się prawdziwą Kobietą-Kotem.

## Obsada
- Halle Berry – Patience Phillips / Catwoman
- Benjamin Bratt – detektyw Tom Lone
- Lambert Wilson – George Hedare
- Frances Conroy – Ophelia Powers
- Alex Borstein – Sally
- Sharon Stone – Laurel Hedare
- Kim Smith as Drina
- Michael Massee – Armando
- Byron Mann – Wesley
- Peter Wingfield – doktor Ivan Slavicky
- Berend McKenzie – Lance
- Ona Grauer – Sandy
- Landy Cannon – Randy